# Giornale delle Dame e delle Mode di Francia

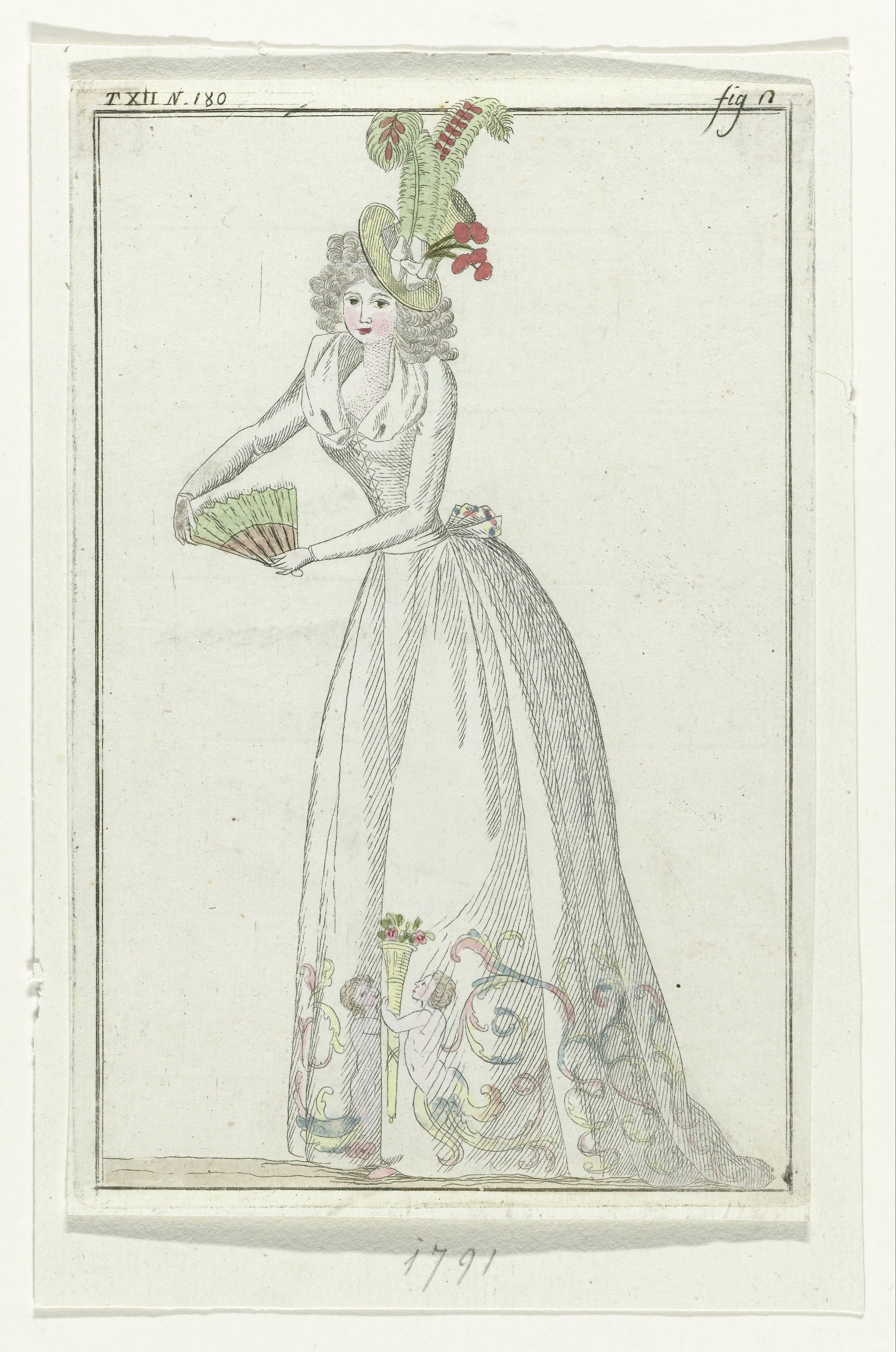
Giornale delle nuove mode di Francia e d'Inghilterra, 1791, T XII, N.180, fig.n., RP-P-2009-4080

Il Giornale delle dame e delle mode di Francia var en italiensk modetidskrift som gavs ut i Milano mellan 1786 och 1794. Det var den första modetidningen i Italien, och en av de första modetidningarna i världen. Den hette Il Giornale delle nuove mode di Francia e d'Inghilterra från 1787, och Il Giornale delle mode principali d'Europa dedicato alle donne italiane från 1793.
Den skapades med Cabinet des Modes som förebild. Milano utgjorde vid denna tid ett centrum för både textil- och modeproduktionen i Italien. Tidningen erbjöd inte bara modenyheter och illustrationer, utan också fiktion, moraliska berättelser och instruktioner om sådana saker som korrekt hygien och uppträdande. Temat var främst att ge råd om hur kvinnan kunde använda modet för att attrahera en äkta make. 
Tidningen tog inte avstånd från franska revolutionen utan stödde den tvärtom, men från en konservativ synvinkel, då den kritiserade det aristokratiska samhället för dess "omoral" och stödde det borgerliga samhällets ideal om sunda hustrur och mödrar, ett ideal som låg i linje med tidningens syfte att instruera läsaren om hur kvinnan kunde använde kläder och utseende för att attrahera en man och därmed uppnå en plats i samhället som hustru och mor.   